# Coppa del mondo di ciclismo su pista 2012-2013
La coppa del mondo di ciclismo su pista 2012-2013, ventunesima edizione della competizione, si svolse in tre prove tra l'11 ottobre 2012 e il 18 gennaio 2013.
In ognuno dei tre eventi si svolsero competizioni, sia maschili che femminili, nelle cinque specialità inserite nel quadro dei Giochi olimpici 2012.
- Tre specialità individuali: velocità, keirin e omnium (che comprende giro lanciato, corsa a punti, corsa a eliminazione, inseguimento individuale, scratch e cronometro di 500 metri per le donne e di un chilometro per gli uomini).
- Due specialità a squadre: la velocità a squadre e l'inseguimento a squadre.

Gli organizzatori dei tre eventi poterono comunque aggiungere competizioni supplementari, consentendo agli atleti di gareggiare in specialità non olimpiche – ma pur sempre presenti nel programma dei campionati del mondo – quali l'inseguimento individuale, la cronometro, lo scratch, la corsa a punti e l'americana.

## Risultati

### Keirin
| Data              | Luogo             | Vincitore        | Vincitrice      |
| ----------------- | ----------------- | ---------------- | --------------- |
| 12 ottobre        | Cali              | Fabián Puerta    | Juliana Gaviria |
| 17 novembre       | Glasgow           | Stefan Bötticher | Kristina Vogel  |
| 18 gennaio        | Aguascalientes    | Matthijs Büchli  | Zhong Tianshi   |
| Classifica finale | Classifica finale | Matthijs Büchli  | Lee Wai Sze     |

### Cronometro
| Data              | Luogo             | Vincitore     | Vincitrice      |
| ----------------- | ----------------- | ------------- | --------------- |
| 11 ottobre        | Cali              | Fabián Puerta | non disputata   |
| 16 novembre       | Glasgow           | non disputata | Vol'ha Panaryna |
|                   | Aguascalientes    | non disputata | non disputata   |
| Classifica finale | Classifica finale | Fabián Puerta | Vol'ha Panaryna |

### Velocità
| Data              | Luogo             | Vincitore        | Vincitrice     |
| ----------------- | ----------------- | ---------------- | -------------- |
| 13 ottobre        | Cali              | Philipp Thiele   | Lee Wai Sze    |
| 17 novembre       | Glasgow           | Stefan Bötticher | Kristina Vogel |
| 18 gennaio        | Aguascalientes    | Denis Dmitriev   | Gong Jinjie    |
| Classifica finale | Classifica finale | Denis Dmitriev   | Lee Wai Sze    |

### Velocità a squadre
| Data              | Luogo             | Vincitore                                                 | Vincitrice                                   |
| ----------------- | ----------------- | --------------------------------------------------------- | -------------------------------------------- |
| 11 ottobre        | Cali              | Germania Eric Engler, Marc Schröder, Philipp Thiele       | Regno Unito Rebecca James, Jessica Varnish   |
| 16 novembre       | Glasgow           | Germania Eric Engler, Robert Förstemann, Stefan Bötticher | Regno Unito Rebecca James, Jessica Varnish   |
| 17 gennaio        | Aguascalientes    | Nuova Zelanda Edward Dawkins, Ethan Mitchell, Sam Webster | Australia Kaarle McCulloch, Stephanie Morton |
| Classifica finale | Classifica finale | Germania                                                  | Regno Unito                                  |

### Inseguimento individuale
| Data              | Luogo             | Vincitore           | Vincitrice          |
| ----------------- | ----------------- | ------------------- | ------------------- |
|                   | Cali              | non disputato       | non disputato       |
| 17 novembre       | Glasgow           | Lasse Norman Hansen | non disputato       |
| 18 gennaio        | Aguascalientes    | non disputato       | Katarzyna Pawłowska |
| Classifica finale | Classifica finale | Lasse Norman Hansen | Katarzyna Pawłowska |

### Inseguimento a squadre
| Data              | Luogo             | Vincitore                                                                                          | Vincitrice                                                           |
| ----------------- | ----------------- | -------------------------------------------------------------------------------------------------- | -------------------------------------------------------------------- |
| 11 ottobre        | Cali              | Colombia Edwin Ávila, Juan Esteban Arango, Arles Castro, Weimar Roldán                             | Italia Giulia Donato, Beatrice Bartelloni, Maria Giulia Confalonieri |
| 16 novembre       | Glasgow           | Danimarca Casper von Folsach, Lasse Norman Hansen, Mathias Møller Nielsen, Rasmus Christian Quaade | Gran Bretagna Laura Trott, Elinor Barker, Danielle King              |
| 17 gennaio        | Aguascalientes    | Russia Evgenij Kovalev, Ivan Savickij, Aleksandr Serov, Nikolaj Žurkin                             | Canada Gillian Carleton, Jasmin Glaesser, Stephanie Roorda           |
| Classifica finale | Classifica finale | Svizzera                                                                                           | Italia                                                               |

### Corsa a punti
| Data              | Luogo             | Vincitore     | Vincitrice          |
| ----------------- | ----------------- | ------------- | ------------------- |
| 13 ottobre        | Cali              | Andreas Graf  | non disputata       |
|                   | Glasgow           | non disputata | non disputata       |
| 17 gennaio        | Aguascalientes    | non disputata | Katarzyna Pawłowska |
| Classifica finale | Classifica finale | Andreas Graf  | Katarzyna Pawłowska |

### Scratch
| Data              | Luogo             | Vincitore       | Vincitrice    |
| ----------------- | ----------------- | --------------- | ------------- |
| 11 ottobre        | Cali              | non disputato   | Isabella King |
| 16 novembre       | Glasgow           | Tristan Marguet | non disputato |
|                   | Aguascalientes    | non disputato   | non disputato |
| Classifica finale | Classifica finale | Tristan Marguet | Isabella King |

### Omnium
| Data              | Luogo             | Vincitore      | Vincitrice    |
| ----------------- | ----------------- | -------------- | ------------- |
| 11-12-13 ottobre  | Cali              | Paolo Simion   | Isabella King |
| 16-17-18 novembre | Glasgow           | Lucas Liß      | Laura Trott   |
| 17-18-18 gennaio  | Aguascalientes    | Artur Eršov    | Sarah Hammer  |
| Classifica finale | Classifica finale | Loïc Perizzolo | Sarah Hammer  |

### Americana
| Data              | Luogo             | Vincitori                            |
| ----------------- | ----------------- | ------------------------------------ |
|                   | Cali              | non disputata                        |
|                   | Glasgow           | non disputata                        |
| 19 gennaio        | Aguascalientes    | Francia Vivien Brisse, Thomas Boudat |
| Classifica finale | Classifica finale | Francia                              |